# バンカーヒルの戦い
バンカーヒルの戦い（バンカーヒルのたたかい、英: Battle of Bunker Hill）は、アメリカ独立戦争初期、ボストン包囲戦中の1775年6月17日に起こった大陸軍とイギリス軍の戦闘である。大陸軍はイズラエル・パットナム将軍が、イギリス軍はウィリアム・ハウ将軍が指揮を執った。この戦いは両軍の当初の目標でチャールズタウンの近くにある「バンカーヒル」という名で知られているが、主戦場は隣の山で後にBreed's Hillと呼ばれた場所である。
1775年6月13日、ボストンを包囲していた大陸軍の指導者達は、イギリス軍がボストン市内から出撃し、市を取り囲んでいて当時占領されていない丘を占領して要塞化する作戦を立案中である、と言う情報を手に入れた。これらの丘を占領すると、ボストン港はイギリス軍の支配下に入ることになる。この情報に反応してウィリアム・プレスコットの指揮する1,200名の部隊が密かにバンカーヒルとブリーズヒルを占領した。その夜、プレスコットの部隊はブリーズヒルに土盛りの堡塁を造り、チャールズタウン半島の大半にわたる、軽く防御を施した前線を築き上げた。
6月17日の黎明、イギリス軍は新しい陣地の出現を関知、攻撃した。大陸軍の前線に対する攻撃ははじめの2回が大きな損失を出して撃退されたが、3回目には堡塁の大陸軍の弾薬が尽きていたためその陣地を占領することができた。大陸軍はバンカーヒルを越えてケンブリッジまで撤退、半島の支配はイギリス軍に明け渡した。
戦闘はイギリスの戦術的勝利に終わったが、それはピュロスの勝利だった。というのも、イギリス軍の損害は多くの士官を含む上に大陸軍より多く、また経験不足な民兵が戦闘で正規軍に渡り合えることが証明された。そのため、この戦闘以降はイギリス軍が守備の堅い防御線への攻撃を控えるようになった。大陸軍の損害はイギリス軍のそれよりはるかに少なかったが、ジョセフ・ウォーレン将軍と本戦闘における最後の死者であるアンドリュー・マクレアリが含まれている。戦闘後、イギリス軍のヘンリー・クリントン将軍は、「このような勝利を繰り返していたら、イギリスのアメリカ支配は終わってしまう」と日記に記している。大陸軍のイズラエル・パットナム将軍か、彼の副官のウィリアム・プレスコットか、あるいは他の誰かが「敵の目の白い所が見えるまでは撃つな」と命令したというが、この命令を誰が発したかについて歴史家の中で結論が出ていない。

## 地勢

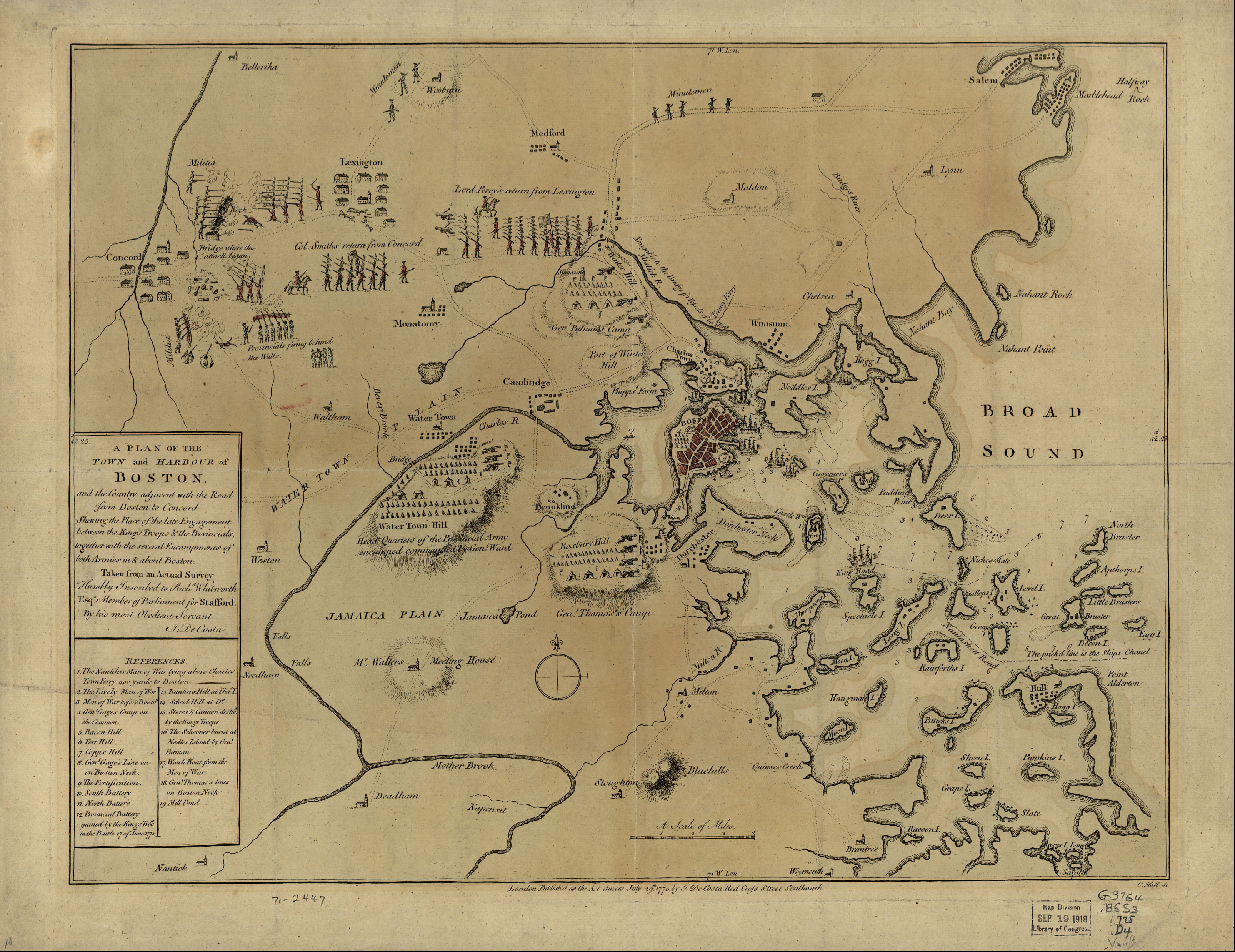
1775年のボストン地区の地図（不正確な情報もある）

当時ボストン市は半島にあり、そこを取り囲む海と海を支配するイギリス海軍艦船によって近付くことすらできないように守られていた。1775年4月19日のレキシントン・コンコードの戦いで始まった武力衝突後は、約15,000名もの植民地の民兵が市を取り囲み、事実上包囲していた。アートマス・ウォードが指揮する大陸軍はボストンへの唯一の陸路であるロクスベリー・ネック（Roxbury Neck）をこそ抑えていたものの、海軍が無かったので、ボストン港内を支配するイギリス軍とは対抗できていなかった。イギリス軍はトマス・ゲイジ将軍の指揮下に約6,000名の勢力で市内を占領し、海から補給や援軍を得ることができた。そのため、イギリス軍は理論上ではいつまでもボストンに籠ることができた。
しかし、ボストンの向こうにはいくつかの丘があった。民兵たちが十分な数の大砲を丘に配置すれば、ボストンに砲撃してボストンの駐留軍に退去か降伏かの選択を迫ることができた。ヘンリー・ノックスはこの考えが元でノックスの遠征を行い、大砲をタイコンデロガ砦からボストン近くまで運んだ。
チャールズタウン半島は、西北に狭く首になり（チャールズタウン・ネックとしても知られる）、南東に約1マイル（1.6km）ボストン港側に伸びている。ボストン半島とは、一番近いところで1,000フィート（300m）足らずだった。バンカーヒルは半島の北側にある高地で標高は110フィート（33m）あり、標高62フィート（19m）のブリーズヒルはその南でボストンに近い方に位置した。チャールズタウンは半島南端の平地にあった。ボストン半島側にはブリーズヒルとほぼ同じ高さの丘があり、コップスヒルと呼ばれていた。イギリス軍はコンコードからチャールズタウンまで退却したが、ゲイジ将軍はこの半島の丘を即座に防御線とせず、戦闘の翌日にはボストンへ部隊を引き上げさせたので、チャールズタウン半島は無人地帯になっていた。

## イギリス軍の作戦

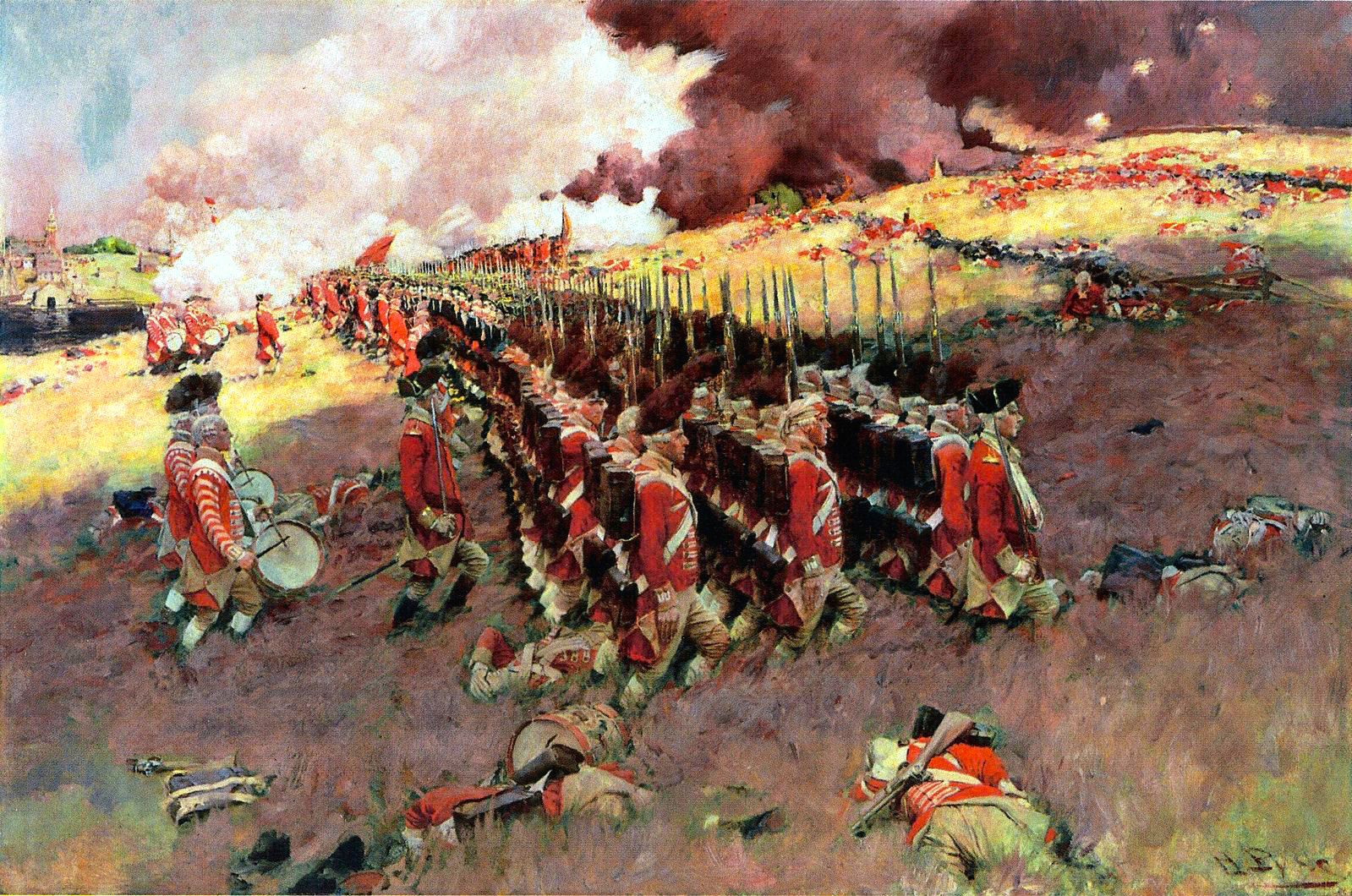
バンカーヒルの戦い、ハワード・パイル画、1897年.

5月の間で、イギリスはゲイジからの支援要請に反応して援軍を送り、勢力は約6,000名に達していた。5月25日、ウィリアム・ハウ、ジョン・バーゴインおよびヘンリー・クリントンの3将軍がフリゲート艦サーベラスに乗ってボストンに到着した。ゲイジは彼らと市の包囲を破る作戦を立て始め、6月12日には最終案を作った。この作戦はドーチェスター・ネック（Dorchester Neck）を占領することに始まり、ドーチェスター高地を要塞化した後にロクスベリー（Roxbury）に駐屯する大陸軍に向けて進軍するという手筈だった。ドーチェスターのある南側を抑えれば、チャールズタウンの高地は容易に奪取でき、ケンブリッジの大陸軍を追い出すことができるという算段だった。攻撃開始は6月18日に定められた。
6月13日、マサチューセッツ植民地議会は、ニューハンプシャー植民地エクセターの安全委員会からの急使によって以下の情報がもたらされた。「とあるニューハンプシャーの『信頼に足る』紳士がボストン滞在中に、イギリス軍の指揮官たちはドーチェスターとチャールズタウンを占領する作戦を立てている、という話を漏れ聞いた」。6月15日、マサチューセッツ安全委員会はさらなる防御線を構築する必要性があると判断した。ウォード将軍はイズラエル・パットナム将軍に、チャールズタウン半島、特にバンカーヒルに防御工作を行うよう指示した。

## 戦闘に至るまで

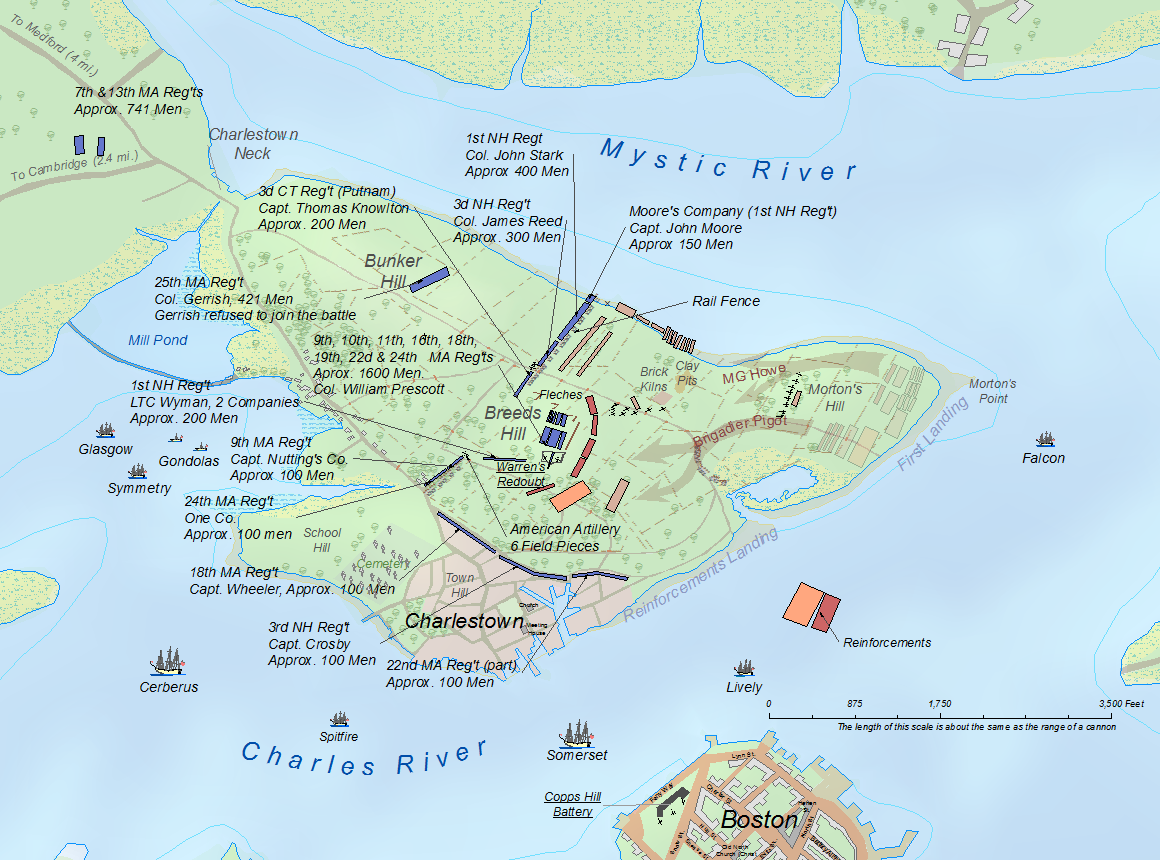
バンカーヒルの戦いにおける大陸軍の配列

### ブリーズヒルの防御工作
6月16日夜、大陸軍のウィリアム・プレスコット大佐が1,200名の兵士を率いて半島に上陸し、ボストンに向けて大砲を放てる陣地を構築することを目指した。この部隊はプレスコット、パットナム（指揮はトマス・ノールトン）、ジェイムズ・フライおよびエベネザー・ブリッジ（Ebenezer Bridge）の各連隊からの兵士で構成されていた。初めのうち、パットナムとプレスコットおよび工兵士官のリチャード・グリドリー大尉は、何処を防御地点とするかについて意見が相違した。バンカーヒルで幾らか工事をしたが、ブリーズヒルがボストンに近く、より防御に適しているように見えたので、元々の命令には従わず、最初の堡塁をそこに造ることに決めた。プレスコットの部隊はグリドリーの概要図を使って一辺が130フィートの（40m）の正方形の堡塁を造り、溝と土壁も造った。壁の高さは6フィート（1.8m）あり、その内側に木製の踏み台を置いて壁越しに銃を撃てるようにした。
ブリーズヒルの工事はイギリス軍に気付かれた。同夜、偵察にあたったクリントン将軍がそれを発見したのである。クリントンは夜明けにその陣地を攻撃する準備をする必要があるとして、ゲイジとハウを説得しようとした。イギリス軍哨兵も工事に気付いていたが、警戒すべきだとは思わなかった。夜明け前の4時頃、フリゲート艦リヴリーの哨兵が新しい砦を認知し艦長に報せた。リヴリーが砲撃を始め、一時的に大陸軍の工事を止めさせた。イギリス海軍の旗艦サマセットに座乗していたサミュエル・グレイブス提督は命令した覚えのない砲撃により目を覚まし、彼は砲撃停止命令を出した。だがゲイジ将軍はその朝に状況を理解し、その命令を取り消させた。彼は港内にある全128門の大砲に加え、コップスヒル砲台の大砲で大陸軍の陣地を砲撃するよう命じた。しかし、艦砲は砲弾を大陸軍陣地に届かせられるくらい上を向くことができなかったので、ほとんど効果を得られなかった。大陸軍のプレスコットは日の出と共に、堡塁が容易に両側面を衝かれるという重大な弱点に気付いた。彼は堡塁の西側まで追加工事を行うには人手が足りないと判断、即座に兵士達に丘から東に走る胸壁を造り始めるよう命令した。

### イギリス軍の戦闘準備
イギリス軍の将軍達が集まって対応策を検討した際、クリントン将軍は出来る限り速く攻撃することを勧めた。曰く、チャールズタウン・ネックから攻撃すれば大陸軍の退路を断ち、堡塁に残った者を飢えさせてから占領に行けば簡単になる、と。しかし他の3人の将軍はこれに反対した。ハウはこの中では上級将官であり攻撃を率いることになっていたが、あの丘は「開けていて上りやすく、直ぐに制圧できる」という意見だった。バーゴイン将軍も同意、「訓練されていない烏合の衆」に「訓練された軍隊」が負けるわけがないと主張した。そして、遠征隊準備の命令が発せられた。
海峡を隔てたボストンには、ゲイジ将軍とその参謀、および王党派のアビジャー・ウィラード（Abijah Willard）がいた。望遠鏡で覗くとウィラードの義兄弟であるプレスコット大佐が見つけられた。ゲイジが「彼も戦うのか？」と尋ねると、ウィラードが「彼の兵士については答えられないが、きっとプレスコット大佐は地獄の門に至るまで貴方と戦うでしょう」と答えた。プレスコットはウィラードの言葉どおりに動いたが、彼の部下達まで同じ覚悟ができているわけではなかった。ある若い兵士（アサ・ポラード（Asa Pollard）、ビレリカ出身）が砲撃で死ぬと、プレスコットはその死体を、即座にしかも静かに、埋めるよう命令した。しかし部下達は厳粛な葬儀を行い、そのすぐ後に何人かが脱走した。
イギリス軍は歩兵を集めて閲兵するまでに6時間を要した。ハウ将軍が攻撃部隊を率い大陸軍の左翼を回って後ろから攻撃することになった。イギリス軍左翼のロバート・ピゴット准将が正面から堡塁を攻撃することとした。ジョン・ピトケアン少佐が予備隊を率いた。ハウの軍隊約1,500名を長艇で半島の東隅ムールトンズ・ポイント（Moulton's Point）に運ぶのに何度か往復し、また時間を要した。午後2時までにハウの選りすぐれた精兵が上陸した。しかし川を渡る間にハウはバンカーヒルの上に大勢の大陸軍兵士が居ることに気付いた。ハウはこれが大陸軍の援軍であると考え、即座にゲイジに宛ててさらに援軍を要請する伝言を送った。続いて軽歩兵の幾らかに半島の東側に沿って前進、陣地を取るように命じ、大陸軍にその意図を報せるようにした。兵士達は援軍を待つ間、座り込んで食事を摂った。

### 大陸軍の陣地強化

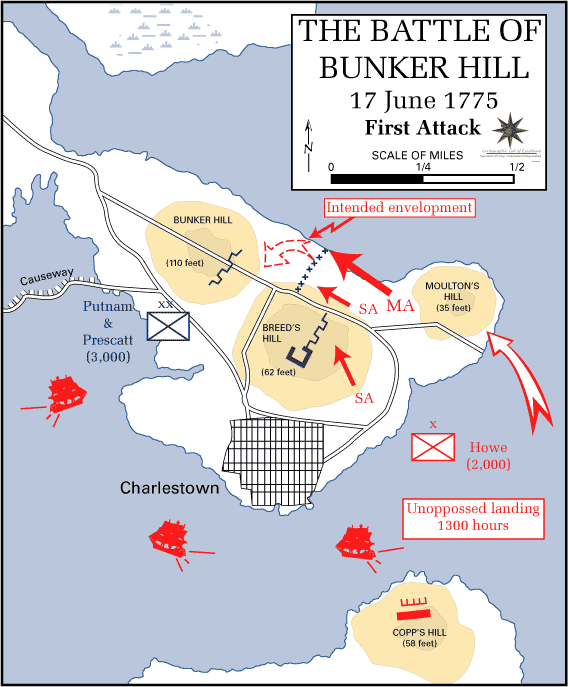
イギリス軍の第一次攻撃。着色部が丘

イギリス軍の準備行動を見ていたプレスコットも援軍を要求した。援軍の中には、マサチューセッツ安全委員会の若く人望のある指導者ジョセフ・ウォーレンと、年取ったマサチューセッツ民兵隊の指導者セス・ポメロイがいた。二人とも将官に任じられていたが、歩兵として戦う道を選んだ。プレスコットはノールトン大尉率いるコネチカット軍に左翼を守るよう命じた。そこは胸壁として間に合わせの土壁があり、上部には柵と干草で覆っていた。彼らはこの土壁とプレスコットの胸壁の間に3つの小さなV字型の塹壕も構築した。この側面を補強するために到着した部隊は、第1および第3ニューハンプシャー連隊の約200名であり、ジョン・スターク大佐とジェームズ・リード大佐が指揮していた。スタークの部隊は、ハウがその部隊を上陸させた後に到着し、ハウが直ぐに攻撃を仕掛けておればその利点を生かせたであろう防御の隙間を埋めるために、大陸軍陣地の北端にある塀に沿って陣取った。干潮となり半島の北に流れるミスティック川沿いに隙間ができたので、スターク隊は直ぐにその海岸の水際まで石を使って壁を伸ばした。スタークが壁の前約100フィート（30m）に杭を立て、イギリス兵がその杭より前に来るまで銃を撃つな、と命令した。戦闘に入る直前にさらに援軍が到着した。これにはブルーワー、ジョン・ニクソン、ベンジャミン・ラッグルズ・ウッドブリッジ、モーゼス・リトル各大佐およびムーア少佐（Moore）のマサチューセッツ連隊の一部が含まれ、さらにキャレンダー（Callender）の砲兵中隊もいた。
大陸軍前線の背後は混乱していた。戦闘に派遣された多くの部隊がケンブリッジからチャールズタウン・ネックを通過する前に進軍を停止していた。ここは南の砲台からの砲撃に常に曝されていた。バンカーヒルに到着した部隊もいたが、そこからどこに行くべきかが分からず辺りをうろうろしていた。この場を目撃した者の一人は「混乱がひどくなるばかりで指揮は行われていないように見えた」と記した。パットナム将軍が現場に出て事態を収拾しようとしたが、部隊の指揮官の多くは命令を誤解したか従わなかった。

## 戦闘

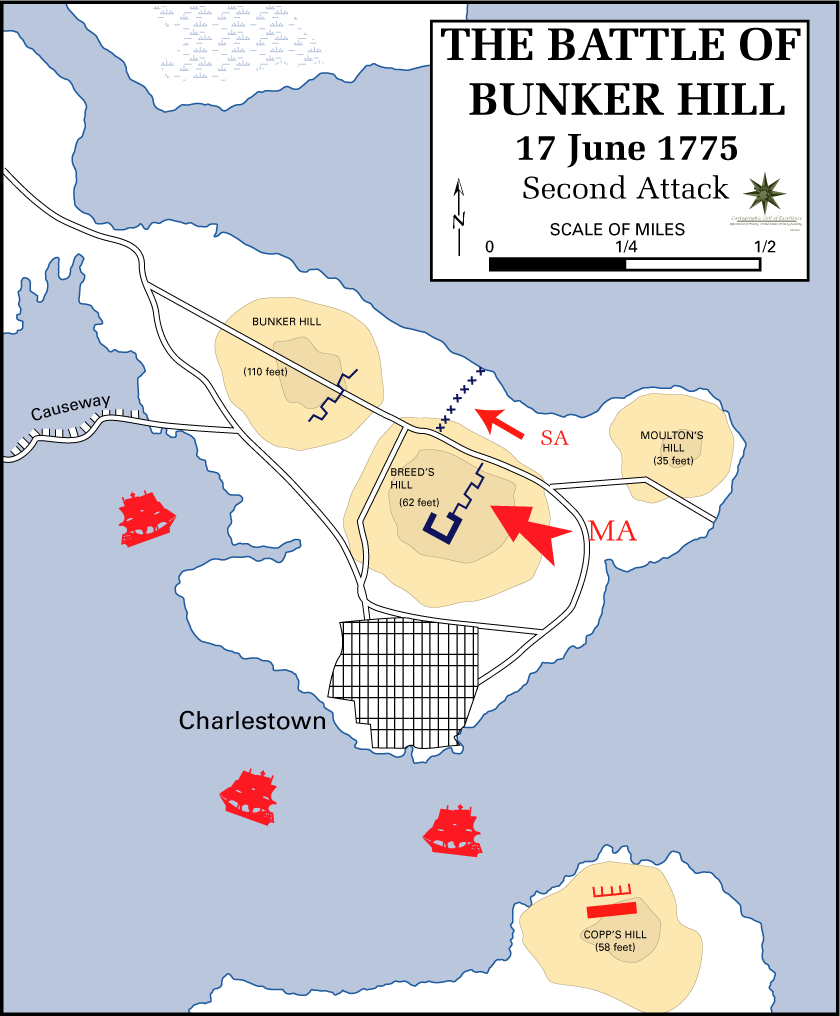
バンカーヒルへの第二次攻撃

午後3時までに、第47歩兵連隊と第1海兵隊を含むイギリス軍援軍が到着し、前進する用意が整った。ピゴット准将の部隊はチャールズタウン集落の直ぐ南に集結して狙撃兵の銃火で犠牲を出しており、ハウはグレイブス提督に狙撃兵を一掃するよう求めた。そうなることを予想して準備していたグレイブスは集落に向けて焼夷弾を発射するよう命じ、続いて町に火をつけるために上陸部隊を派遣した。風向きの具合で煙が戦場に届かなかったので、チャールズタウンから流れ出た煙があたかも戦闘の背景幕であるかのようにかかっていた。
ピゴットは第5、第38、第43、第47、第52歩兵連隊、およびピトケアン少佐の海兵隊を指揮しており、堡塁への襲撃を行う見せ掛けの行動を採った。しかし、チャールズタウンの狙撃兵から急がされ続けていたので、ハウの前進部隊に起こったことを見た時に後退を命じた。
ハウ将軍はスタークの到着したばかりの部隊ならば容易に対処できると考え、軽歩兵中隊と擲弾兵中隊を率いて大陸軍左翼に襲撃した。彼は狭い海岸に沿って、大陸軍の最左翼に対して軽歩兵を配置し、擲弾兵を中央に配置した。スカーレットレッドの上着に身を包んだ士官に先導され、歩兵は横数百、縦4列に隊形を組んだ。イギリス軍が近付くと、ニューハンプシャーの兵士ジョン・シンプソンが命令に従えずにあまりに速く発砲し、イギリス正規兵からお返しの一斉射撃を受けたがこれも無効だった。イギリス軍が射程に入った時に両軍が戦端を開いた。大陸軍兵は壁を使ってそのマスケット銃の狙いを安定させ、また遮蔽があったため、イギリス軍に大きな損害を与えることができた。このマスケット銃攻撃で壊滅的な打撃に遭ったイギリス軍は算を乱して後退し、大陸軍民兵隊はその陣地を守った。
イギリス軍は戦場で隊列を整え直し、再度前進を開始した。今回はピゴットの部隊が陽動ではなく、ハウの部隊の支援無しで堡塁への攻撃を行うこととなった。ハウは海岸に沿ったスタークの陣地に前進する代わりに、柵に沿った陣地にあるノールトンの部隊に向けて前進させた。第二次攻撃の結果は第一次のものとほとんど同じになった。イギリス軍観察者の一人は「我々の擲弾兵と軽歩兵の大半は一瞬のうちにその4分の3を失い、また多くがその10分の9を失った。ある中隊では8名か9名しか残っていないものもあった...」と記した。ピゴットの部隊も堡塁に対してなす術もなく、再度後退が命じられた。一方大陸軍の後方では相変わらず混乱が続いていた。パットナムは堡塁や防御線の部隊を支援する為にバンカーヒルからブリーズヒルに援軍を送ろうとしていたが、ほとんど成功しなかった。

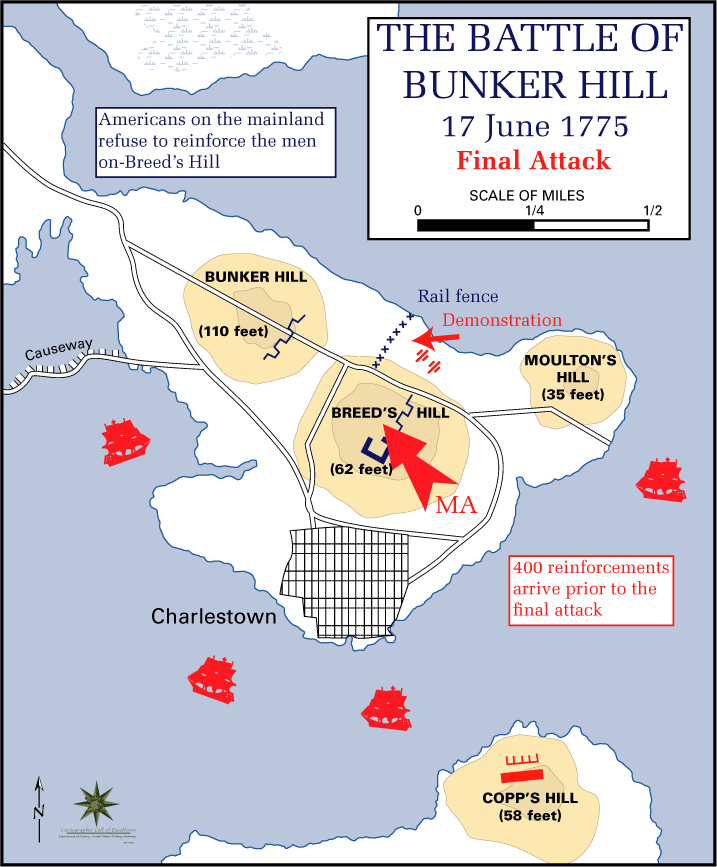
バンカーヒルへの第三次かつ最終攻撃

イギリス軍の後方も幾らかの混乱状態にあった。動ける負傷兵は上陸地点まで下がっていき、船でボストンへ送り返されたが、戦場に横たわったままの負傷兵は痛みでうめいたり叫んだりしていた。ハウ将軍は再度攻撃する決断をし、ボストンのクリントン将軍に援軍を要請する伝言を送った。第一次と第二次の攻撃を観察していたクリントンは第2海兵隊と第63歩兵連隊から約400名を派遣し、さらに自身も部隊の士気を上げるために付いていった。新しく送った予備隊に加えて、約200名の負傷兵を説得して第三次攻撃に加わらせた。第二次と第三次攻撃の間にパットナム将軍は部隊を攻撃に向かわせるようとした。幾つかの中隊と指揮官のいない集団が戦闘現場に移動したが、一部はそうせずに撤退した。コネチカットのジョン・チェスター大尉は1個中隊が後退して来るのを見咎め、自分の中隊にマスケット銃を構えさせてその中隊を止めさせた。その中隊は転回して戦場に戻った。
イギリス軍の3回目の攻撃が行われた。今回は大陸軍の側面に陽動攻撃をかけつつ、堡塁に集中攻撃して成功した。ただし、大陸軍は再度イギリス軍の隊列にマスケット銃弾を降り注ぎ、ピトケアン少佐の命を奪った。防御側は弾薬が尽きかけていたので、戦闘は接近戦に変わった。イギリス軍は銃剣を付けていたが、大陸軍のマスケット銃にはほとんど付いていなかったので、堡塁に入ってしまえばイギリス軍が有利だった。プレスコット大佐は堡塁から脱出した最後の方の者になったが、通常は儀式用でしかないサーベルで何とか銃剣の攻撃をかわした。ジョセフ・ウォーレンが戦死したのはこの堡塁からの撤退時だった。
大陸軍の大半は半島からうまく撤退できた。これはジョン・スタークとトマス・ノールトンが丘の包囲を防ぎ、柵に沿って部隊を退却するように統制したのが一部利いていた。バーゴインが「逃亡ではない。勇敢で軍事的な技術で援護されてすらいた」と表現したように、その規律正しい撤退は効果的だったので、負傷兵の大半も救われた。イギリス軍に捕まった兵士の大半は致命傷を負っていた。パットナム将軍はバンカーヒルで部隊の建て直しに努めたが、大陸軍の後退が急だったので、大砲や工作用の道具は放棄された。大陸軍の損失の大半はバンカーヒルへの撤退時に受けたものだった。午後5時までに大陸軍はチャールズタウン・ネックを抜けてケンブリッジの防御を施した地点まで撤退し、イギリス軍が半島全体を支配した。

## 戦いの結果

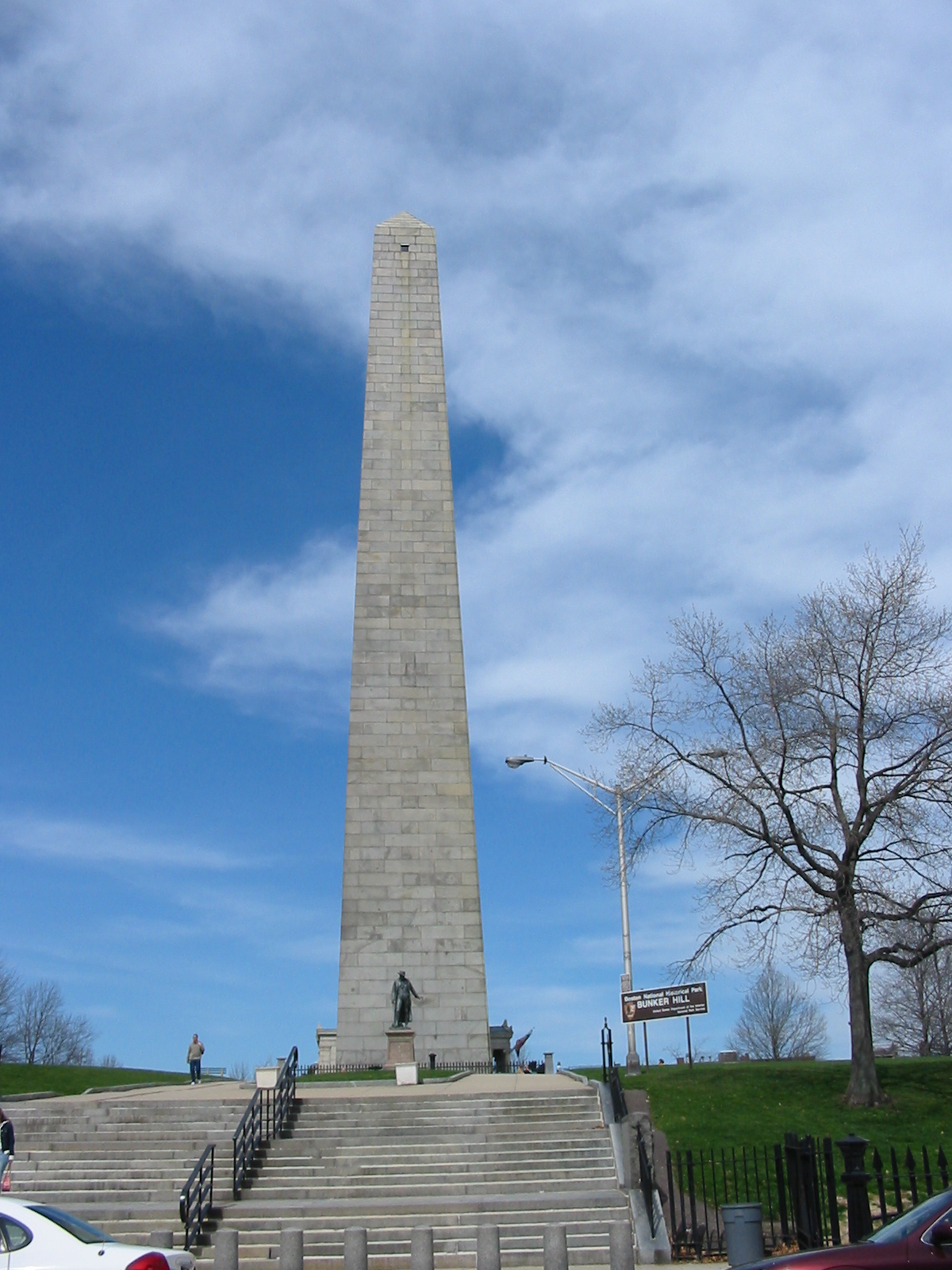
バンカーヒル記念塔

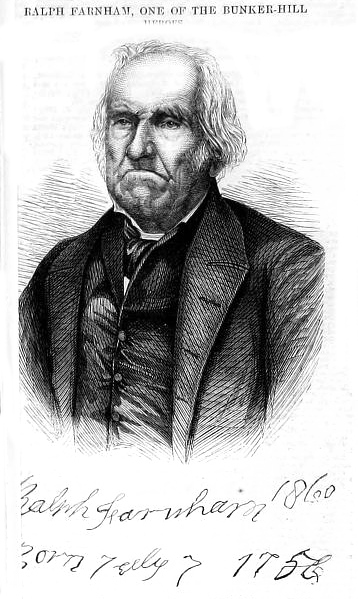
生還者の1人ラルフ・ファーンハム（Ralph Farnham）

イギリス軍は陣地を占領こそしたものの、損害は大きかった。226名が戦死し、828名が負傷、合計1,054名を損失した。しかも損害の中に占める士官の比率が高かった。独立戦争全体でも、1つの戦闘で蒙った最大の損失となった。クリントン将軍はピュロスの勝利を想起し、「このような勝利を繰り返していたら、イギリスのアメリカ支配は終わってしまう」と日記に記している。イギリス軍の戦死者と負傷者の中には、100人の士官が含まれており、北アメリカに居たイギリス軍の中でかなりの比率を占めるものだった。ハウの野戦参謀もその大半が死傷した。ピトケアン少佐が戦死し、ジェームズ・アバークロンビー中佐は致命傷を負った（1週間後に死亡）。ゲイジ将軍は戦闘後の報告書で、士官の損失を次のように報告した。
- 中佐1名戦死
- 少佐2名戦死、3名負傷
- 大尉7名戦死、27名負傷
- 中尉9名戦死、32名負傷
- 軍曹15名戦死、42名負傷
- 鼓手1名戦死、12名負傷

大陸軍の損害は約450名、そのうち140名が戦死した。大陸軍の損害の多くは撤退時に発生した。大陸軍の士官クラスでは、戦死した中で最も位が高かったのは軍規上、アンドリュー・マクラリー少佐であった。彼はチャールズタウン・ネックで砲弾を受け、この戦闘で最後の死者になった。彼の功績を記念してメイン州キタリーにある砦がマクラリー砦と名付けられた。ジョセフ・ウォーレン博士が戦死したことは愛国者側にとって大きな損失だった。彼はマサチューセッツ湾植民地会議の議長であり、6月14日に少将に指名されたばかりだった。3日後の6月17日の戦闘時、その任官はまだ有効ではなかったため、志願兵卒として従軍していた。また30名が捕虜となり、その大半が重傷を負っていて、うち20名は戦闘後に死んだ。大陸軍は工作用ショベルなど多くの道具を失い、半島に持って行った大砲は6門のうち5門を失くした。

## 政治的な影響
この戦闘の報せが植民地中に伝えられたとき、大陸軍は陣地を敵に奪われ、少なからぬ損失を出したので、大陸軍の敗北と伝えられた。大陸軍の新しい指揮官としてボストンに向かっていたジョージ・ワシントンはニューヨーク市にいる間に戦闘の報せを受け取った。その報告は幾分不正確な損失数を含むものであり、ワシントンは自軍が戦争に勝てるかもしれないという期待を抱かされた。
マサチューセッツ安全委員会はレキシントン・コンコードの戦いに続いて得た勝利宣伝を繰り返したいと考え、戦闘の報告書をイングランドに送らせた。しかしこの報告書の到着は、ゲイジの公式報告書がイングランドに届いた7月20日より遅れた。ゲイジの報告書は案の定トーリーとホイッグの間に摩擦と議論を呼んだが、損失の大きさのために軍事的な建て直しの必要性が叫ばれ、多くの者に植民地の軍事力について再考させることになった。国王ジョージ3世の植民地に対する態度は硬化し、大陸会議が提出していた最後の政治的和解の試みである「オリーブの枝請願」を拒否させることになった可能性がある。多数派トーリー党のサー・ジェームズ・アドルファス・ウートンは、植民地のダートマス伯爵に宛てて、「苦痛を味わうのが早ければそれだけ彼らに対する（王室の支配が）速く生み出されることになる。血を流すことは彼らを止める材料になる。」と書き送った。ゲイジの報告書が届いてから1か月後、反乱と扇動の鎮圧の宣言が発された。イギリスの姿勢が硬化したことで、特に南部植民地で以前は弱かった反乱への支持を独立に向けて固まらせることにもなった。
ゲイジの報告書は彼自身の経歴にも大きな影響を与えた。その報告書が届いてから3日後にはその解任が決まった。ただし、ハウ将軍がその後継になったのは10月になってからだった。ゲイジがイギリスの内閣に提出した別の報告書は「彼らを鎮圧するには大軍が必要」であり、それを行うには「外国人部隊を雇う」必要がある、と以前の警告を繰り返すものだった。

## 分析
戦闘終了後、如何に戦闘が行われたかについて多くの論文が執筆されてきた。両軍共に戦いの結果を変えたであろう戦略と戦術の誤りを犯していた。後からの判断は偏見を与えることが多いが、当時の指揮が及ぶ範囲内にあったと合理的に考えられるものが幾つかははっきりしている。
パットナムの死後、ディアボーン将軍（Dearborn）はザ・ポート・フォリオで戦闘の記述を出版、パットナム将軍が怠惰と臆病であり、援軍の派遣に失敗したと主張、ディアボーン・パットナム論争を引き起こした。多くの人々はこの悪意を持った攻撃に驚き、ジョン・アダムズやアビゲイル・アダムズなどの有名人がパットナムを弁護した。ディアボーンによる攻撃が注目を集めたのは、彼自身が論争の渦中にあるためだった。彼は1812年戦争での判断ミスにより指揮官を解任されており、またジェームズ・モンロー大統領により戦争相に指名されたがアメリカ合衆国上院に否決された（これは上院が大統領の閣僚指名を否決した初の例だった）。

### 大陸軍の失敗

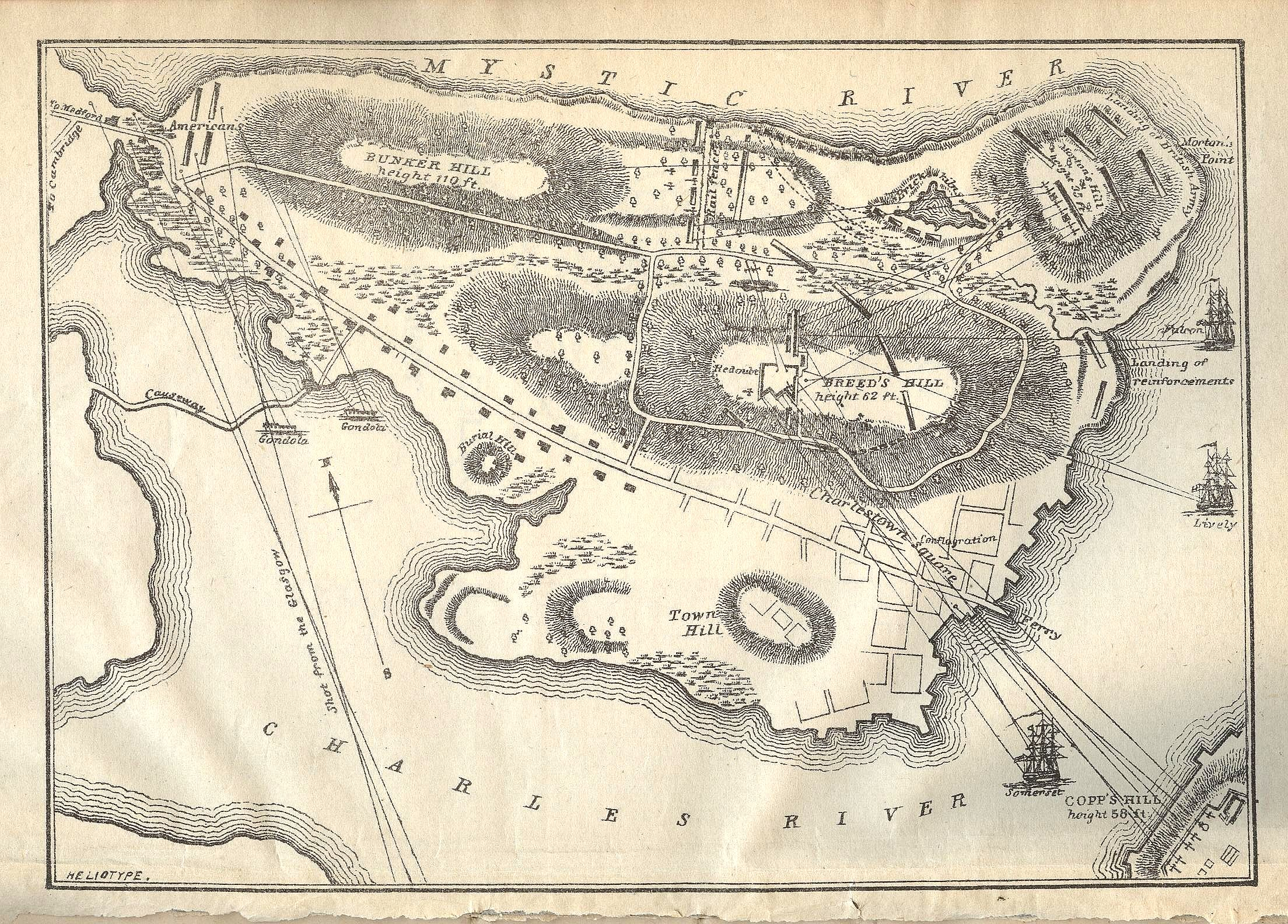
バンカーヒル付近の昔の地図

大陸軍は全体としてウォード将軍の指揮下にあり、野戦ではパットナム将軍が指揮したが、全く独立して行動することが多かった。このことは戦略的結果を生んだ戦術的判断がなされた戦闘初期の段階には明らかだった。プレスコット大佐とその参謀達はバンカーヒルではなくブリーズヒルの防御を固める決断をしており、これは明らかに命令違反だった。ブリーズヒルの防御を固めることはより挑発的であり、ボストンに近い位置に大砲を置くことに繋がっていた。またプレスコット隊はイギリス軍が上陸しチャールズタウン・ネックを占領することに対し適切に防衛できなかったであろうことから、その部隊は身動きが取れなくなる可能性があった。もしイギリス軍がこのような段階を踏んでいれば、より少ない損失で勝利した可能性があった。
大陸軍の前線の管理がよかった一方で、その後方は特に戦闘が始まった後にかなり乱れており、これは少なくとも指揮系統の繋がりがまずかったためだった。民兵隊のうちウォードとパットナムの指揮下に行動した部隊はごくわずかであり、イギリス軍の第三次攻撃に対して守備側に加わると命じられたにもかかわらずそれに違反してバンカーヒルに留まった指揮官もあった。幾人かの士官は軍法会議に掛けられ罷免された。プレスコット大佐は、その堡塁が援軍で補強されるか、弾薬が補充されていれば、イギリス軍の第三次攻撃も撃退できたという意見だった。

### イギリス軍の失敗
一方イギリス軍の指揮官達はブリーズヒルの工事を発見してからの行動が遅かった。攻撃の準備が整ったのは、リヴリーが最初に砲火を浴びせてからおよそ10時間経った午後2時だった。この緩慢な反応によって、大陸軍の防御が足りていなかった陣地側面の強化を行う時間を与えてしまった。ゲイジとハウは敵陣地に対する正面攻撃が簡単なことだと判断したが、包囲する動き（チャールズタウン・ネックの占領）をしておれば、より完全な勝利を得たことであろう。このような動きについては、大陸軍がケンブリッジの高地からの大砲でチャールズタウン・ネックを守ろうとすることができたので、危険性が無いわけではなかったが、イギリス軍の指揮官達は過度に楽観的であり、「植民地軍を破るには2個連隊で十分」と考えていた。

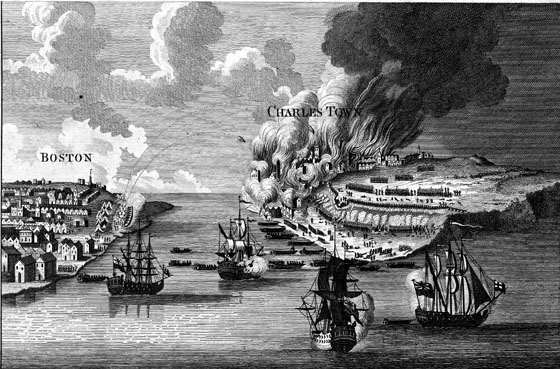
バンカーヒルへの攻撃と燃え上がるチャールズタウン、ロッジ作。

ハウは戦場に立つと、堡塁に焦点を当てるのではなく、その左翼に対して2度までも側面攻撃をおこなうことで堡塁に対する攻撃隊を弱める選択をした。側面攻撃が単に陽動行動となったのは第三次攻撃になってからであり、このとき主力が（さらに予備隊で補強されてもいた）堡塁に対して正面から攻撃し、成功した。
イギリス軍は半島を制圧した後、戦術的に有利であったためケンブリッジを圧迫することができ、実際にクリントン将軍がこのことをハウに提案したが、ハウは3回の攻撃で大きな損失を出していたのでその考えを却下した。その後ハウは植民地の軍事指導者達からその損失に対して意思決定を躊躇う者と認識されるようになった。1776年のロングアイランドの戦い後にもハウはワシントン軍を屈服させられるだけの有利な情勢であったが、やはりそれ以上の行動を拒んだ。
歴史家のジョン・E・フェーリングは、もしゲイジ将軍がイギリス艦隊でチャールズタウン・ネックを確保して大陸軍を本土から切り離していたら、実際よりもはるかに少ない損失で勝利できたと主張した。しかし、ゲイジはレキシントン・コンコードの戦いの後に報復しようとしたことと、植民地の民兵が訓練を受けておらず簡単に勝利できると考えて正面から襲撃した。

## 「敵の目の白い所」の命令
名高い命令である「敵の目の白い所が見えるまでは撃つな」は、バンカーヒルに関する逸話で語られることが多い。しかし誰がこの命令を出したかは不明であり、証言者によってパットナムであったり、スタークであったり、プレスコットあるいはグリドリーであったりする。またある者が言って、他の者が繰り返した可能性もある。またこの時に初めて発言されたものでもない。似たような表現は1743年6月27日のデッティンゲンの戦いで発言されており、このときロックノーのアンドリュー・アグニュー中佐がそのロイヤル・スコッツ・フュージリア連隊に「彼らの白目を見る」までは発砲するなと警告した。この表現は1745年にプロイセンのカール王子が使い、1755年にフリードリヒ大王が繰り返し、植民地の軍事指導者達が親しんだ歴史の中で言及されてきた可能性があった。この戦闘で実際にこの言葉が言われたかはともかく、弾薬が限られている状況であるため、植民地の軍事指導者達が大きな効果を得られるであろう瞬間まで発砲を控えるよう兵士達に常に覚えこませていたのは明らかである。

## 著名な参戦者
この戦闘にはかなり多くの著名な人物が参戦していた。例えばヘンリー・ディアボーンやウィリアム・ユースティスであり、彼らは軍隊と政治で傑出した経歴を残すことになった。どちらも会議、内閣および外交で地位を得た。その他にジョン・ブルックス、ヘンリー・バーベック、クリスチャン・フェビガー、トマス・ノールトンおよびジョン・スタークは戦争のその後の戦闘で勇名を馳せた。スタークは1777年のベニントンの戦いでの功績で「ベニントンの英雄」として知られた。他にもアフリカ系アメリカ人もこの戦闘に参加しており、例としてバージライ・ルー、サーレム・プア、ピーター・サーレムがいた。他に著名な参戦者としてダニエル・シェイズがいる。彼は後にシェイズの反乱で抗議軍を率いたことで有名になった。またウィリアム・ステーシーは独立が達成された後でオハイオ領土の開拓の重要な指導者になった。イズラエル・ポッターはハーマン・メルヴィルの小説『イスラエル・ポッター：その追放の50年間』で不朽の名声を与えられている。マサチューセッツ民兵隊のジョージ・クラッグホーンはこの戦闘で膝に銃撃を受け、戦後にフリゲート艦コンスティチューションを建造した。

### イギリス軍士官の損害
下記のイギリス軍士官は、バンカーヒルの戦いで戦死するか、その時の傷がもとで後に死亡するか、あるいは負傷し後に快復したと考えられる。このリストは完全なものではなく、イギリス軍士官の損害比率の高さをしめすものである。
- 中佐 ジェームズ・アバークロンビー（James Abercrombie） - 22nd Foot - 戦死
- 少尉 バラカイア（Balaquire） - 5th Foot - 負傷
- 中尉 バード（Bard） - 35th Foot - 戦死
- 中尉 ブルーレ（Bruere） - 14th Foot (serving as volunteer) - 戦死
- 大尉 キャンベル（Campbell） - 海兵隊 - 戦死
- 少尉 チャールトン（Charleton） - 5th Foot - 負傷
- 中尉 クローカー（Croker） - 5th Foot - 負傷
- 中尉 ダルリンプル（Dalrymple） - 63rd Foot - 戦死
- 大尉 デビッドソン（Davidson） - 52nd Foot - 負傷
- 大尉 パトリック・ダウンズ（Patrick Downs） - 5th Foot - 瀕死の重傷を負いその夜に死亡
- 中尉 ダットン（Dutton） - 38th Foot - 戦死
- 大尉 エリス（Ellis） - 海兵隊 - 戦死
- 中尉 フィーニー（Finnie） - 海兵隊 - 戦死
- 中尉 ガードナー（Gardner） - 海兵隊 - 戦死
- 中尉 ゴールド（Gold） - 47th Foot - 戦死
- 大尉 ジョージ・ハリス（George Harris） - 5th Foot - 負傷（頭を撃たれたが快復。後に将軍となる。また初代ハリス男爵となる。）
- 中尉 ヒギンズ（Higgins） - 52nd Foot - 戦死
- 中尉 ヒラード（Hillard） - 47th Foot - 戦死
- 大尉 ハドソン（Hudson） - 65th Foot - 戦死
- 大尉 ジョン・ジャクソン（John Jackson） - 5th Foot - 負傷
- 大尉 マッケンジー（Mackenzi） - 43rd Foot - 戦死
- 中尉 マクリントック（M’Clintockx） - 5th Foot - 負傷
- 大尉 フランシス・マーズデン（Francis Marsden） - 5th Foot - 負傷、5年後に死亡, 負傷が原因と思われる
- 少佐 ジョン・ピトケアン（John Pitcairn） - 海兵隊 - 瀕死の重傷を負いその夜に死亡
- 中尉 シア（Shea） - 海兵隊 - 戦死
- 大尉 シャーウィン（Sherwin） - 67th Foot - 戦死 - ハウ将軍の副官
- 大尉 スミス（Smith） - 52nd Foot - 戦死
- 少佐 ウィリアムズ（Williams） - 52nd Foot - 戦死

## 記念

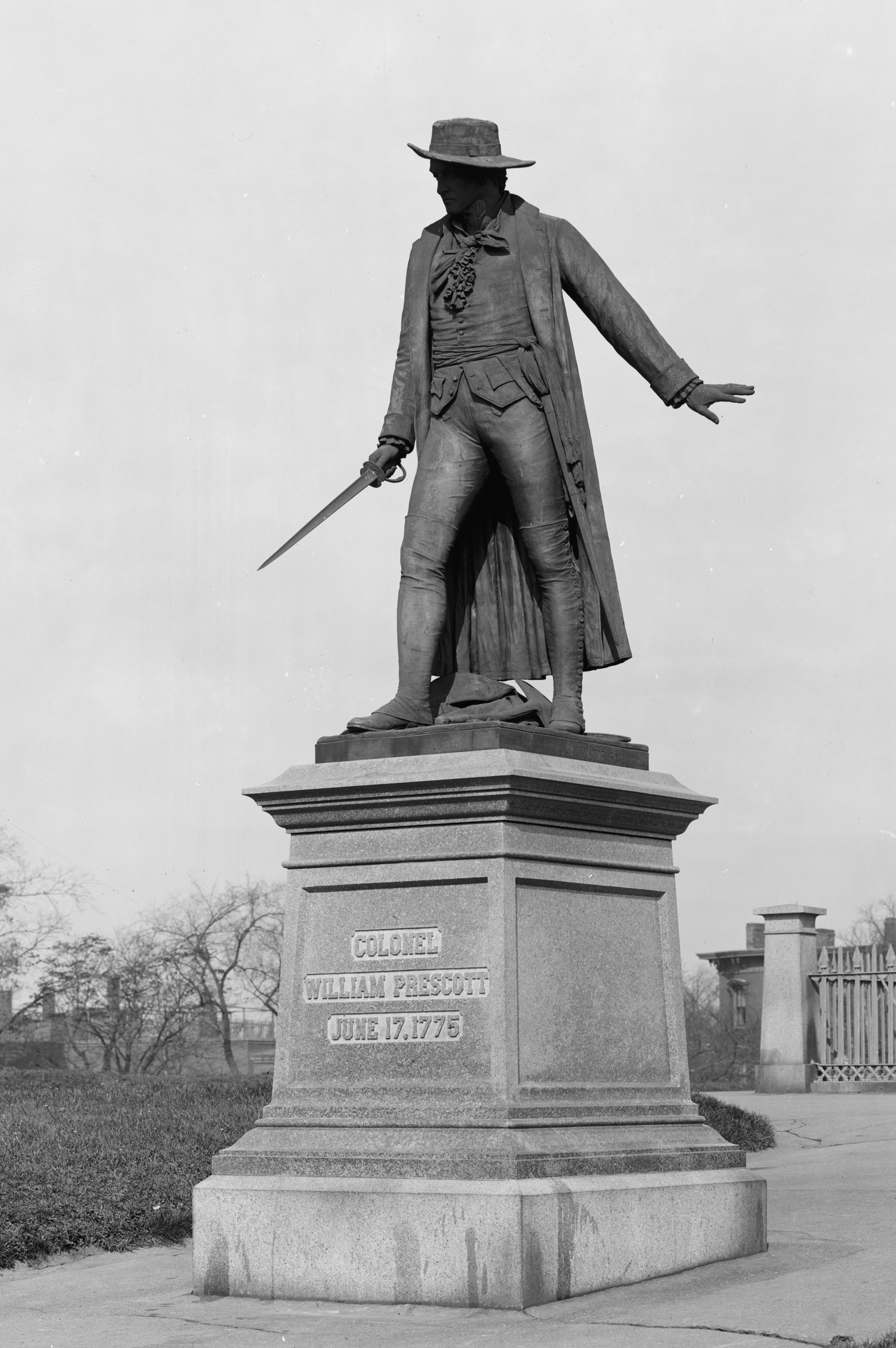
ウィリアム・プレスコットの彫像、チャールズタウン

ジョン・トランブルの絵画『バンカーヒルの戦いにおけるウォーレン将軍の死』はウォーレンの戦死について理想化され不正確な描写ではあるが、戦闘に参加した多くの者達を描いている。堡塁を攻撃したイギリス軍士官の1人ジョン・スモールはイズラエル・パットナムの友人であり、トランブルの知人でもあった。スモールはウォーレンを抱きかかえ、イギリス兵が銃剣で襲いかかるのを防いでいる。ほかにはアンドリュー・マクラリーも描かれている。
ブリーズヒル戦場跡のバンカーヒル記念塔は高さ220フィート（67m）のオベリスクである。戦闘から50周年にあたる1825年6月17日に記念碑の礎石がラファイエット侯爵によって据えられ、ダニエル・ウェブスターが演説を行った。1834年にラファイエットが死去すると、パリのピクプス墓地で妻の隣に埋葬されたが、息子のジョルジュがバンカーヒルの土をその上に撒いた。2003年に完工したレオナード・P・ザキム・バンカーヒル記念橋はバンカーヒル記念塔を想起させるように設計された。記念碑の側にはプレスコットの銅像もあり、兵士達を落ち着かせる時の有名なポーズを取っている。
アメリカ合衆国国立公園局が記念碑に近くこの戦闘に捧げられた博物館を運営しており、ボストン国立歴史公園の一部にもなっている。2007年に博物館が改修されたときに、戦闘のサイクロラマ（円周上の壁画）が追加された。
毎年6月17日に祝われるバンカーヒルの日はマサチューセッツ州サフォーク郡（ボストン市を含む）、およびミドルセックス郡サマービルの法定休日である。サマビルのプロスペクト・ヒルはチャールズタウン・ネックを見下ろす植民地時代の砦があった所であり、以前はチャールズタウンの一部だった。ボストン市内にあるマサチューセッツ州の高等教育公立機関など州立の施設もこの祝日を祝っている。2010年時点で州議会はバンカーヒルの日と解放記念日を削除する議論を行っている。
1875年6月16日と17日、戦闘から100周年が祝われ、軍隊のパレードとレセプションがあった。この時の著名な発言者にはウィリアム・シャーマン将軍やヘンリー・ウィルソン副大統領がいた。国中から多くの高官も出席した。1925年の150周年、1975年の200周年も記念行事があった。